# Летсплей

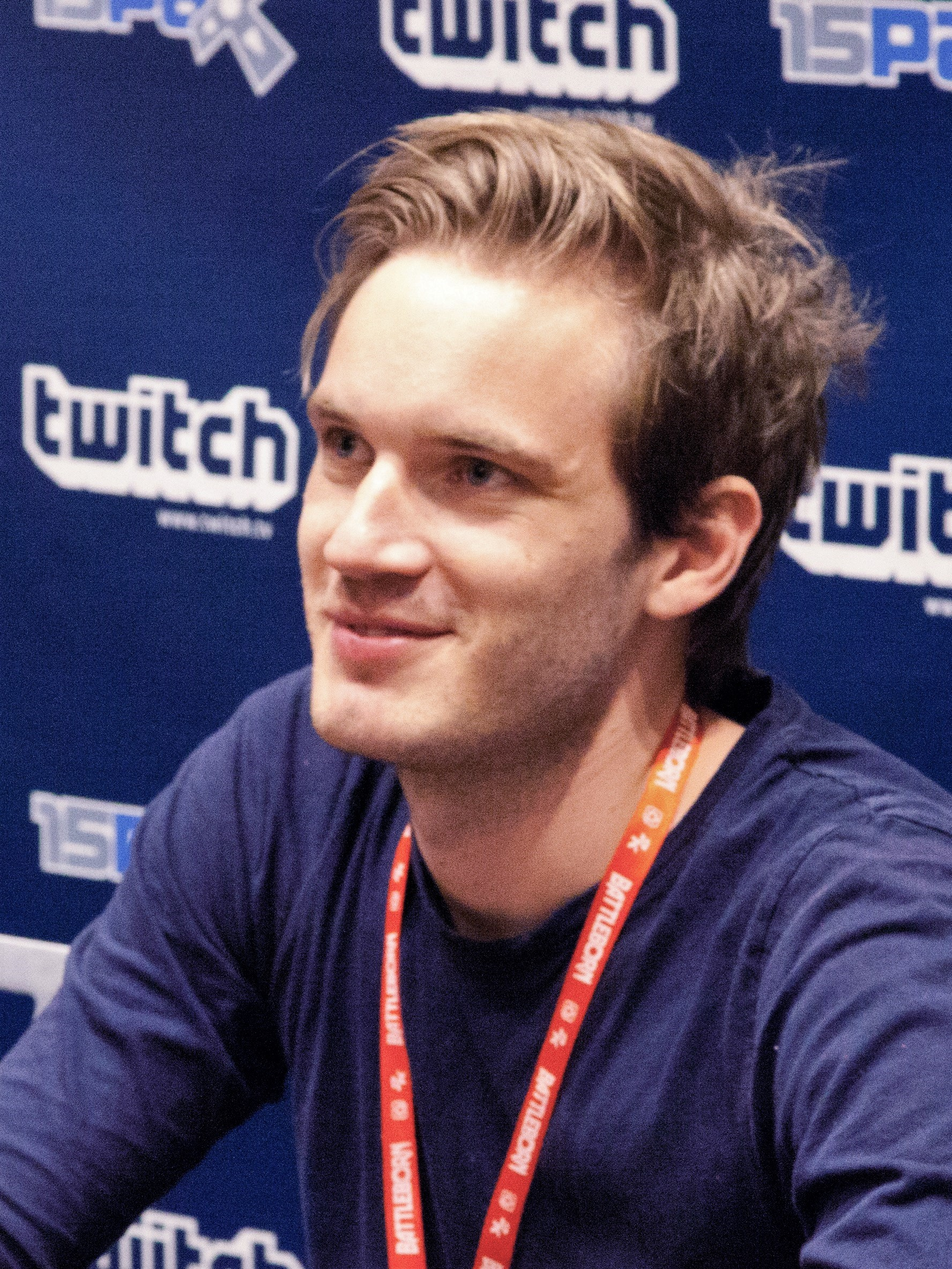
Шведський летсплеєр PewDiePie

Летсплей (англ. Let’s Play — «Зіграймо») — жанр відеороликів, у яких гравці публікують і коментують свій ігровий процес. Це відео або набір світлин, що демонструють довільну комп'ютерну гру за участю від одного до декількох гравців. Летсплей відрізняється від проходжень або стратегій (відеоігор) тим, що головний акцент зроблений на суб'єктивне сприйняття будь-якої гри автором відео.

## Історія
Ще від початку комп'ютерної індустрії гравці відеоігор записували різноманітний відеоконтент: проходження, швидкісне проходження, стратегії та інші розважальні ролики. Але з плином часу глядачі почали звертати увагу не на саму відеогру, а на її сприйняття гравцем і їхню участь в ігровому процесі. Ще до появи роликів цього жанру в інтернеті було багато розважальних телепередач, як японський «GameCenter CX», які змушували ведучих і гостей змагатися в складних іграх. Такі передачі мали неабиякий успіх завдяки коментарям гравців, які часто викликали сміх у глядачів.
Вважається, що сам термін «летсплей» вперше озвучив 2007 року користувач інтернет-форуму «Something Awful» Майкл Сауєр, який визначив формат цього жанру в своєму проходженні гри «The Oregon Trail». З розвитком таких сайтів як YouTube і Twitch, для більшої кількості гравців відкрилась можливість викладати відеоролики свого геймплею. Це своєю чергою викликало новий тренд у світі відеоігор і в жанрі інтернет-серіалів.

## Сучасне становище і вплив на суспільство
Деякі з найпопулярніших гравців, які створюють відеоролики свого ігрового процесу, вважаються інтернет-зірками, і з них беруть приклад інші. Серед відомих творців ігрових відео, часто згадують PewDiePie, Dr DisRespect, Achievement Hunter, Funhaus, The Yogscast, Smosh, Machinima та інших. Вони отримують відсоток грошової виручки за кожен перегляд свого ролика завдяки рекламі на сайтах відеохостингів. Це дає змогу їм забезпечувати свою неформальну кар'єру, яка базується на викладанні роликів цього жанру. Також летсплеї допомагають творцям відеоігор рекламувати свій продукт за допомогою самих гравців. Такі ігри як «The Stanley Parable» та «Octodad: Dadliest Catch» стали популярні завдяки широкому охопленню аудиторії з боку багатьох гравців, що займаються професійними та непрофесійними зйомками летсплеїв.
Цей феномен став настільки поширеним у суспільстві, що його починають впроваджувати в розважальну категорію масової культури й розглядати на рівних зі спортивними передачами й музичними концертами. Група гравців з Achievement Hunter (дочірня компанія Rooster Teeth) повністю змінила підхід до цього жанру, коли в рамках RTX 2015 продемонструвала живий летсплей перед великою аудиторією. Надалі цей тренд може закріпитися в суспільній культурі і транслюватися не тільки на сайтах відеохостингу, а й з'являтися в телепередачах, кінотеатрах та перед живою публікою як на RTX 2015.

## Критика і юридичні проблеми
Представники як розважальної індустрії, так і самі гравці, часто критикують летсплеї за низьку якість відеороликів. Більшість летсплеїв, доступних у мережі, зробили гравці, які не мають належного системного обладнання. Більш того, сам ігровий процес здається багатьом глядачам нудним і непродуманим. Американський комік Джиммі Кіммел розкритикував ідею летсплеїв і заявив, що перегляд відеороликів ігрового процесу чужих гравців — це втрата часу, чим викликав широкий резонанс серед гравців, що займаються цим жанром.
Одна з найобговорюваніших проблем летсплеїв — чи порушуються при викладанні або трансляції права виробників ігор.
Компанія «Sony» подала заявку на товарний знак «Let's Play» у США для системи потокового ігрового відео аналог Twitch.tv. Першу відмову вони отримали 31 жовтня 2015 року через те, що вже був зареєстрований схожий товарний знак «Let'z Play».. Через три місяці повторну заявку теж відхилили, мотивуючи це тим, що в назві немає індивідуальності, воно «тільки описове» (як молоко «Молоко»).